# Schlangenaale
Die Schlangenaale (Ophichthidae) sind eine Familie aus der Ordnung der Aalartigen. Sie besteht aus etwa 330 Arten in über 60 Gattungen und zwei Unterfamilien. Der Name Ophichthidae kommt aus dem Griechischen: ophis bedeutet Schlange und ichthys Fisch.
Schlangenaale leben in subtropischen und tropischen Meeren in Küstenregionen, über Sandböden oder in Korallenriffen. Einige Arten gehen auch in Flussmündungen.

## Merkmale
Schlangenaale ähneln den Muränen: Sie sind langgestreckt, die Anzahl ihrer Wirbel beträgt zwischen 110 und 270, die Brustflossen sind sehr klein oder fehlen, ebenso die Schwanzflosse, deren Funktion von den langen, weit nach hinten reichenden Rücken- und Afterflossen übernommen wird. Die Schwanzspitze ist bei vielen Arten knöchern verstärkt und ermöglicht es den Fischen, sich sehr schnell rückwärts in den Sand zu bohren. Das Maul der Schlangenaale ist end- oder stark unterständig. Die Bezahnung der einzelnen Arten ist sehr verschieden: neben konischen Fangzähnen treten auch stumpfe Zähne auf, um hartschalige Beutetiere zu zermahlen. Im Unterschied zu den Muränen, deren Nasenlöcher in Augenhöhe sitzen, befinden sich die Nasenlöcher der Schlangenaale weit vorn über der Schnauzenspitze und enden in nach unten gebogenen Röhrchen. Schlangenaale werden 30 Zentimeter bis 2,5 Meter lang.

## Lebensweise
Die meisten Arten sind nachtaktiv. Tagsüber halten sie sich versteckt im Sand, oft schaut nur der Kopf heraus, nachts gehen die Räuber auf Nahrungssuche. Die Tiere sind nicht so sehr an ihr Versteck gebunden wie Muränen.
Schlangenaale fressen Fische oder Krebstiere, einige haben sich auf Kopffüßer spezialisiert. Die Beute wird gustatorisch (über den Geschmacksinn) aufgespürt.
Die Fortpflanzung der Schlangenaale ist weitgehend unbekannt. Bei einigen Arten konnte beobachtet werden, dass sie Gruppen bilden und zum Laichen an die Wasseroberfläche schwimmen.

## Stammesgeschichte und Systematik
Der fossile Schlangenaal Goslinophis ist aus der norditalienischen Monte-Bolca-Formation, die aus Ablagerungen der Tethys im Eozän entstand, bekannt.
Schlangenaale gehören zu den Aalartigen und darin, zusammen mit den vier weiteren Familien, zur Unterordnung Congroidei. Fast allen Angehörigen dieser Unterordnung, so auch den Schlangenaalen, fehlen die Schuppen. Das Stirnbein ist zusammengewachsen.

### Unterfamilie Ophichthinae
Die Angehörigen dieser Unterfamilie haben oft eine Streifen- oder Fleckenzeichnung, einige auch eine einheitliche Farbe. Der Schwanz ist ohne Schwanzflosse und hart oder fleischig. Die Gattungen Apterichtus, Cirricaecula und Ichthyapus sind vollständig ohne Flossen, anderen fehlen Brust-, Rücken- oder Afterflosse.
- Gattung Rhinophichthus McCosker, 1999
  - Rhinophichthus penicillatus McCosker, 1999
- Tribus Bascanichthyini
  - Gattung Allips McCosker, 1972
    - Allips concolor McCosker, 1972

  - Gattung Bascanichthys Jordan & Davis, 1891
    - Bascanichthys bascanium Jordan, 1884
    - Bascanichthys bascanoides Osburn & Nichols, 1916
    - Bascanichthys ceciliae Blache & Cadenat, 1971
    - Bascanichthys congoensis Blache & Cadenat, 1971
    - Bascanichthys cylindricus Meek & Hildebrand, 1923
    - Bascanichthys deraniyagalai Menon, 1961
    - Bascanichthys fijiensis Seale, 1935
    - Bascanichthys filaria Günther, 1872
    - Bascanichthys gaira Moreno et al., 2016
    - Bascanichthys inopinatus McCosker, Böhlke & Böhlke, 1989
    - Bascanichthys kirkii Günther, 1870
    - Bascanichthys longipinnis Kner & Steindachner, 1867
    - Bascanichthys myersi Herre, 1932
    - Bascanichthys panamensis Meek & Hildebrand, 1923
    - Bascanichthys paulensis Storey, 1939
    - Bascanichthys pusillus Seale, 1917
    - Bascanichthys scuticaris Goode & Bean, 1880
    - Bascanichthys sibogae Weber, 1913

  - Gattung Caralophia Böhlke, 1955
    - Caralophia loxochila Böhlke, 1955

  - Gattung Dalophis Rafinesque, 1810Dalophis imberbis

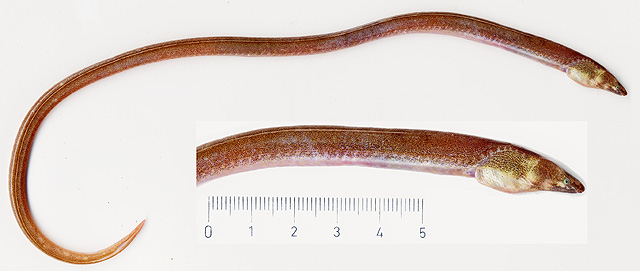
Dalophis imberbis

    - Dalophis boulengeri Blache, Cadenat & Stauch, 1970
    - Dalophis cephalopeltis Bleeker, 1863
    - Dalophis imberbis Delaroche, 1809
    - Dalophis multidentatus Blache & Bauchot, 1972
    - Dalophis obtusirostris Blache & Bauchot, 1972

  - Gattung Ethadophis Rosenblatt & McCosker, 1970
    - Ethadophis akkistikos McCosker & Böhlke, 1984
    - Ethadophis byrnei Rosenblatt & McCosker, 1970
    - Ethadophis epinepheli Blache & Bauchot, 1972
    - Ethadophis foresti Cadenat & Rou, X1964
    - Ethadophis merenda Rosenblatt & McCosker, 1970

  - Gattung Gordiichthys Jordan & Davis, 1891
    - Gordiichthys combibus McCosker & Lavenberg, 2001
    - Gordiichthys ergodes McCosker, Böhlke & Böhlke, 1989
    - Gordiichthys irretitus Jordan & Davis, 1891
    - Gordiichthys leibyi McCosker & Böhlke, 1984
    - Gordiichthys randalli McCosker & Böhlke, 1984

  - Gattung Leptenchelys Myers & Wade, 1941
    - Leptenchelys vermiformis Myers & Wade, 1941

  - Gattung Phaenomonas Myers & Wade, 1941
    - Phaenomonas cooperae Palmer, 1970
    - Phaenomonas longissima Cadenat & Marchal, 1963
    - Phaenomonas pinnata Myers & Wade, 1941
- Tribus Callechelyini
  - Gattung Aprognathodon Böhlke, 1967
    - Aprognathodon platyventris Böhlke, 1967

  - Gattung Callechelys Kaup, 1856
    - Callechelys bilinearis Kanazawa, 1952
    - Callechelys bitaeniata Peters, 1877
    - Callechelys catostoma Schneider & Forster, 1801
    - Callechelys cliffi Böhlke & Briggs, 1954
    - Callechelys eristigma McCosker & Rosenblatt, 1972
    - Callechelys galapagensis McCosker & Rosenblatt, 1972
    - Callechelys guineensis Osório, 1893
    - Callechelys leucoptera Cadenat, 1954
    - Callechelys lutea Snyder, 1904
    - Callechelys marmorata Bleeker, 1853
    - Callechelys muraena Jordan & Evermann, 1887
    - Callechelys papulosa McCosker, 1998
    - Callechelys randalli McCosker, 1998
    - Callechelys springeri Ginsburg, 1951
    - Callechelys striata Smith, 1957

  - Gattung Letharchus Goode & Bean, 1882
    - Letharchus aliculatus McCosker, 1974
    - Letharchus rosenblatti McCosker, 1974
    - Letharchus velifer Goode & Bean, 1882

  - Gattung Leuropharus Rosenblatt & McCosker, 1970
    - Leuropharus lasiops Rosenblatt & McCosker, 1970

  - Gattung Paraletharchus McCosker, 1974
    - Paraletharchus opercularis Myers & Wade, 1941
    - Paraletharchus pacificus Osburn & Nichols, 1916

  - Gattung Xestochilus McCosker, 1998
    - Xestochilus nebulosus Smith, 1962
- Tribus Ophichthini
  - Gattung Aplatophis Böhlke, 1956
    - Aplatophis chauliodus Böhlke, 1956
    - Aplatophis zorro McCosker & Robertson, 2001

  - Gattung Brachysomophis Kaup, 1856Sterngucker-Schlangenaal (Brachysomophis cirrocheilos)

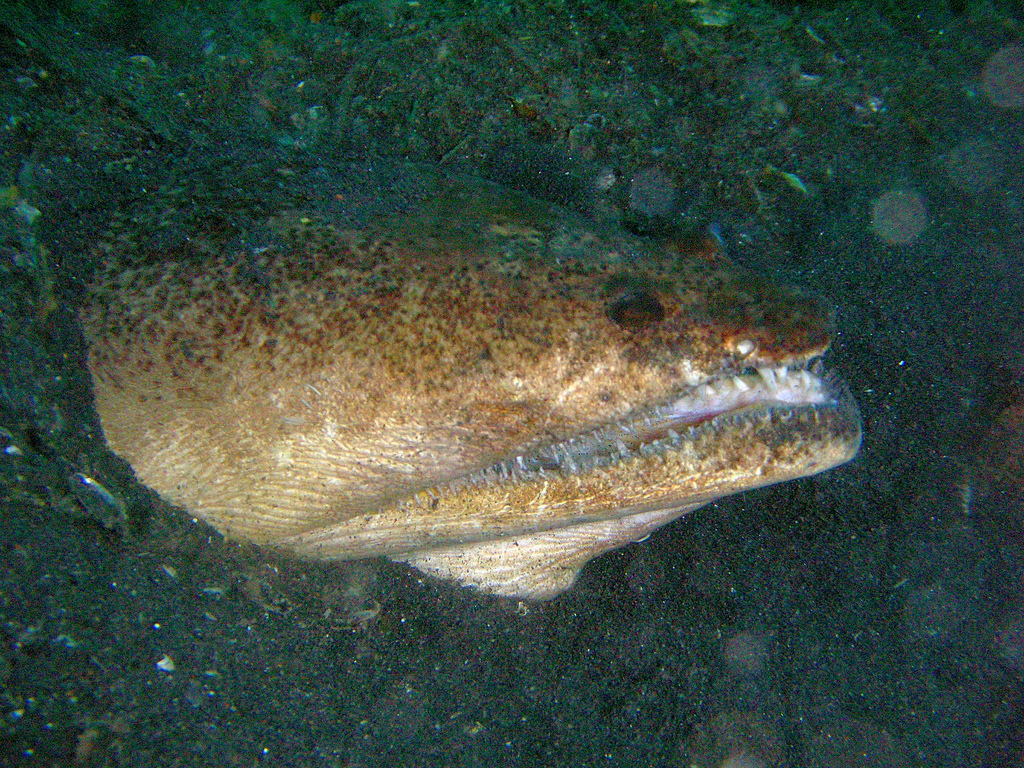
Sterngucker-Schlangenaal (Brachysomophis cirrocheilos)

    - Brachysomophis atlanticus Blache & Saldanha, 1972
    - Sterngucker-Schlangenaal (Brachysomophis cirrocheilos) Bleeker, 1857
    - Brachysomophis crocodilinus Bennett, 1833
    - Brachysomophis henshawi Jordan & Snyder, 1904
    - Brachysomophis longipinnis McCosker & Randall, 2001
    - Brachysomophis porphyreus Temminck & Schlegel, 1846
    - Brachysomophis umbonis McCosker & Randall, 2001

  - Gattung Echelus Rafinesque, 1810
    - Echelus myrus Linnaeus, 1758
    - Echelus pachyrhynchus Vaillant, 1888
    - Echelus uropterus Temminck & Schlegel, 1846

  - Gattung Echiophis Kaup, 1856
    - Echiophis brunneus Castro-Aguirre & Suárez de los Cobos, 1983
    - Echiophis creutzbergi Cadenat, 1956
    - Echiophis intertinctus Richardson, 1848
    - Echiophis polyspondylus McCosker & Ho, 2015
    - Echiophis punctifer Kaup, 1860

  - Gattung Elapsopis Kaup, 1856
    - Elapsopis cyclorhinus Fraser-Brunner, 1934
    - Elapsopis versicolor Richardson, 1848

  - Gattung Evips McCosker, 1972
    - Evips percinctus McCosker, 1972

  - Gattung Herpetoichthys Kaup, 1856
    - Herpetoichthys fossatus Myers & Wade, 1941

  - Gattung Hyphalophis McCosker & Böhlke, 1982
    - Hyphalophis devius McCosker & Böhlke, 1982

  - Gattung Kertomichthys McCosker & Böhlke, 1982
    - Kertomichthys blastorhinos Kanazawa, 1963

  - Gattung Leiuranus Bleeker, 1853
    - Leiuranus semicinctus Lay & Bennett, 1839

  - Gattung Lethogoleos McCosker & Böhlke, 1982
    - Lethogoleos andersoni McCosker & Böhlke, 1982

  - Gattung Malvoliophis Whitley, 1934
    - Malvoliophis pinguis Günther, 1872

  - Gattung Myrichthys Girard, 1859Weißgefleckter Schlangenaal
(Myrichthys breviceps)

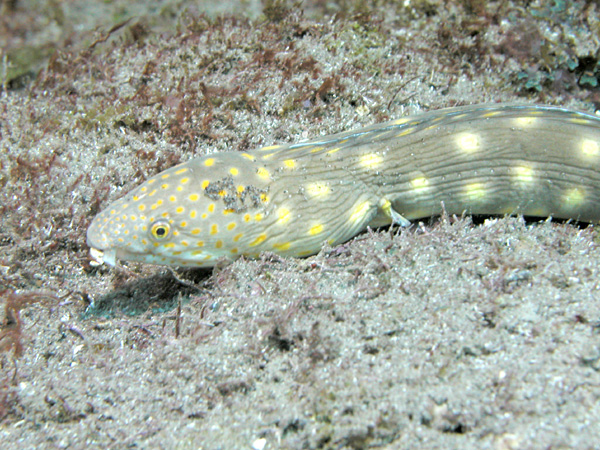
Weißgefleckter Schlangenaal
(Myrichthys breviceps)

    - Myrichthys aspetocheiros McCosker & Rosenblatt, 1993
    - Myrichthys bleekeri Gosline, 1951
    - Weißgefleckter Schlangenaal (Myrichthys breviceps) Richardson, 1848
    - Ringelschlangenaal (Myrichthys colubrinus) Boddaert, 1781
    - Myrichthys maculosus Cuvier, 1816
    - Myrichthys magnificus Abbott, 1860
    - Myrichthys ocellatus Lesueur, 1825
    - Myrichthys pantostigmius Jordan & McGregor, 1899
    - Myrichthys pardalis Valenciennes, 1839
    - Myrichthys tigrinus Girard, 1859
    - Myrichthys xysturus Jordan & Gilbert, 1882

  - Gattung Mystriophis Kaup, 1856
    - Mystriophis crosnieri Blache, 1971
    - Mystriophis rostellatus Richardson, 1848

  - Gattung Ophichthus Ahl, 1789Sattel-Schlangenaal (Ophichthus bonaparti)

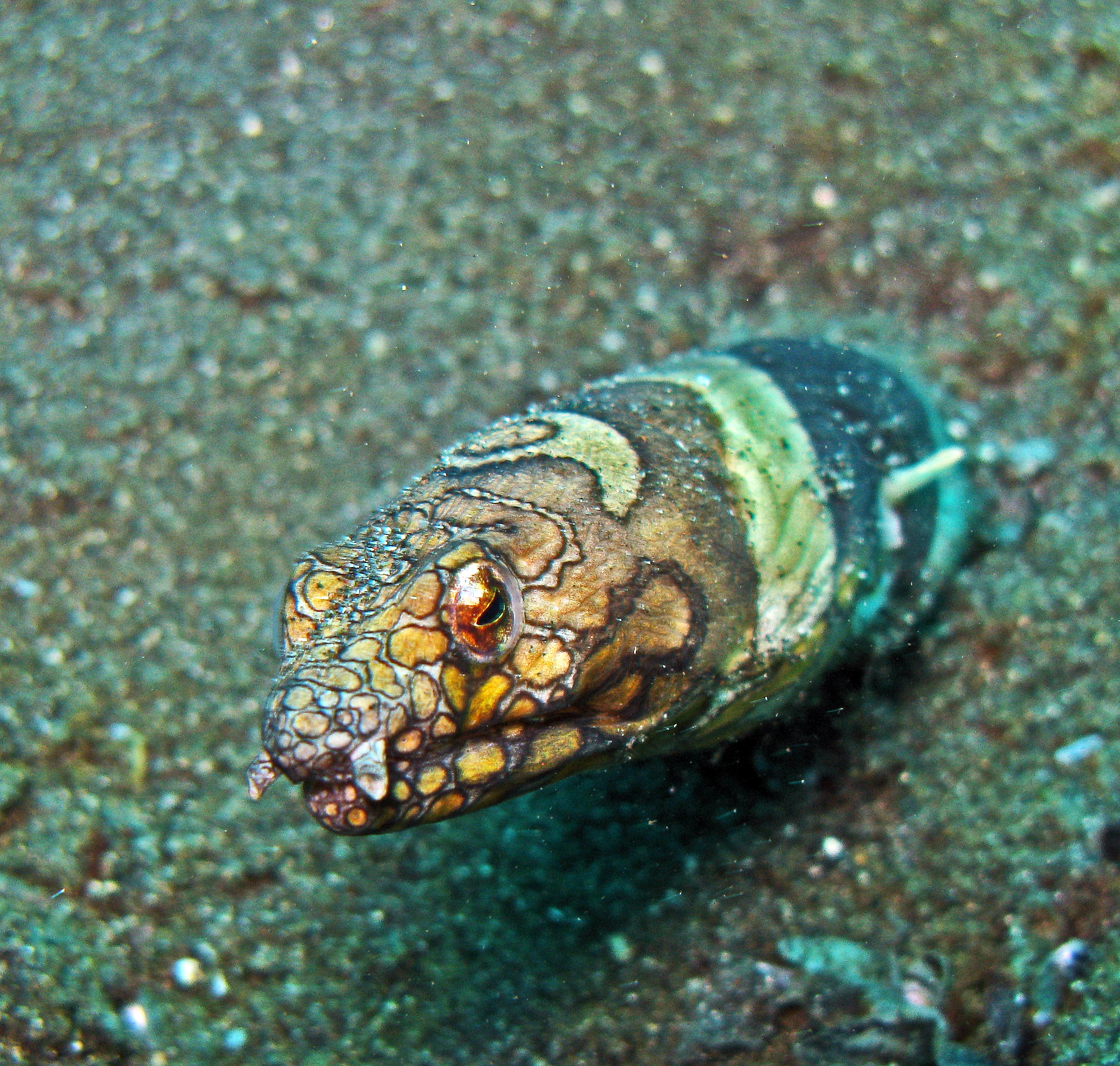
Sattel-Schlangenaal (Ophichthus bonaparti)

    - Ophichthus altipennis Kaup, 1856
    - Ophichthus apachus McCosker & Rosenblatt, 1998
    - Ophichthus aphotistos McCosker & Chen, 2000
    - Ophichthus apicalis Anonymous [Bennett], 1830
    - Ophichthus arneutes McCosker & Rosenblatt, 1998
    - Ophichthus asakusae Jordan & Snyder, 1901
    - Ophichthus bicolor McCosker & Ho, 2015
    - Sattel-Schlangenaal (Ophichthus bonaparti) Kaup, 1856
    - Ophichthus brachynotopterus Karrer, 1982
    - Ophichthus brasiliensis Kaup, 1856
    - Ophichthus brevicaudatus Chu, Wu & Jin, 1981
    - Ophichthus celebicus Bleeker, 1856
    - Ophichthus cephalozona Bleeker, 1864Ophichthus cephalozona

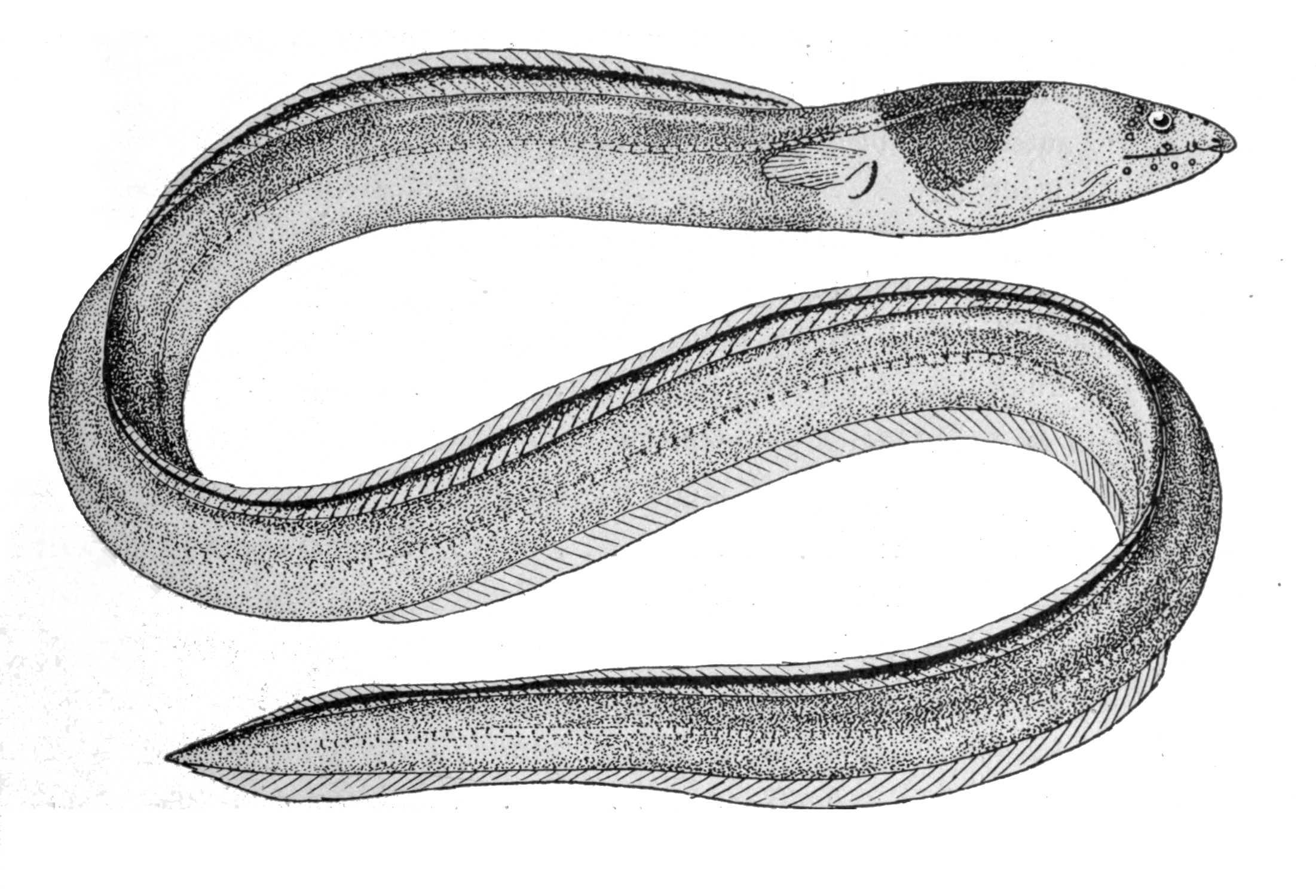
Ophichthus cephalozona

    - Ophichthus cruentifer Goode & Bean, 1896
    - Ophichthus cylindroideus Ranzani, 1839
    - Ophichthus echeloides D’Ancona, 1928
    - Ophichthus episcopus Castelnau, 1878
    - Ophichthus erabo Jordan & Snyder, 1901
    - Ophichthus evermanni Jordan & Richardson, 1909
    - Ophichthus exourus McCosker, 1999
    - Ophichthus fasciatus Chu, Wu & Jin, 1981
    - Ophichthus frontalis Garman, 1899
    - Ophichthus garretti Günther, 1910Ophichthus garretti
    - Ophichthus genie McCosker, 1999

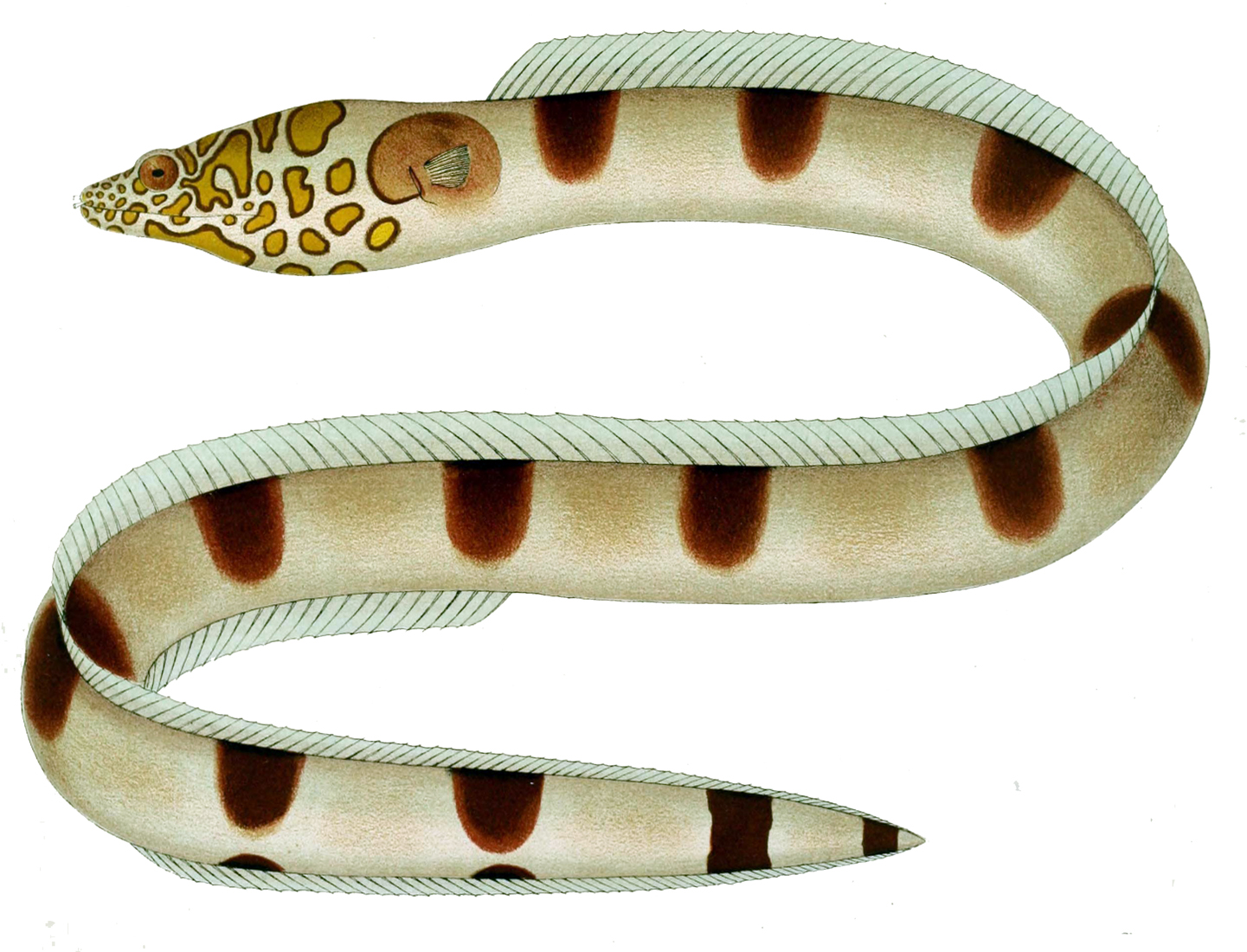
Ophichthus garretti

    - Ophichthus gomesii Castelnau, 1855
    - Ophichthus grandoculis Cantor, 1849
    - Ophichthus hyposagmatus McCosker & Böhlke, 1984
    - Ophichthus karreri Blache, 1975
    - Ophichthus kunaloa McCosker, 1979
    - Ophichthus kusanagi Hibino et al., 2019
    - Ophichthus leonensis Blache, 1975
    - Ophichthus limkouensis Chen, 1929
    - Ophichthus longipenis McCosker & Rosenblatt, 1998
    - Ophichthus lupus Hibino et al., 2019
    - Ophichthus macrochir Bleeker, 1853
    - Ophichthus macrops Günther, 1910
    - Ophichthus maculatus Rafinesque, 1810
    - Ophichthus madagascariensis Fourmanoir, 1961
    - Ophichthus manilensis Herre, 1923
    - Ophichthus marginatus Peters, 1855
    - Ophichthus mecopterus McCosker & Rosenblatt, 1998
    - Ophichthus megalops Asano, 1987
    - Ophichthus melanoporus Kanazawa, 1963
    - Ophichthus melope McCosker & Rosenblatt, 1998
    - Ophichthus menezesi McCosker & Böhlke, 1984
    - Ophichthus mystacinus McCosker, 1999
    - Ophichthus oligosteus Hibino et al., 2019
    - Ophichthus omorgmus McCosker & Böhlke, 1984
    - Ophichthus ophis Linnaeus, 1758 Gefleckter Karibik-Schlangenaal (Ophichthus ophis) in der Sosúa Bay in der Dominikanischen Republik

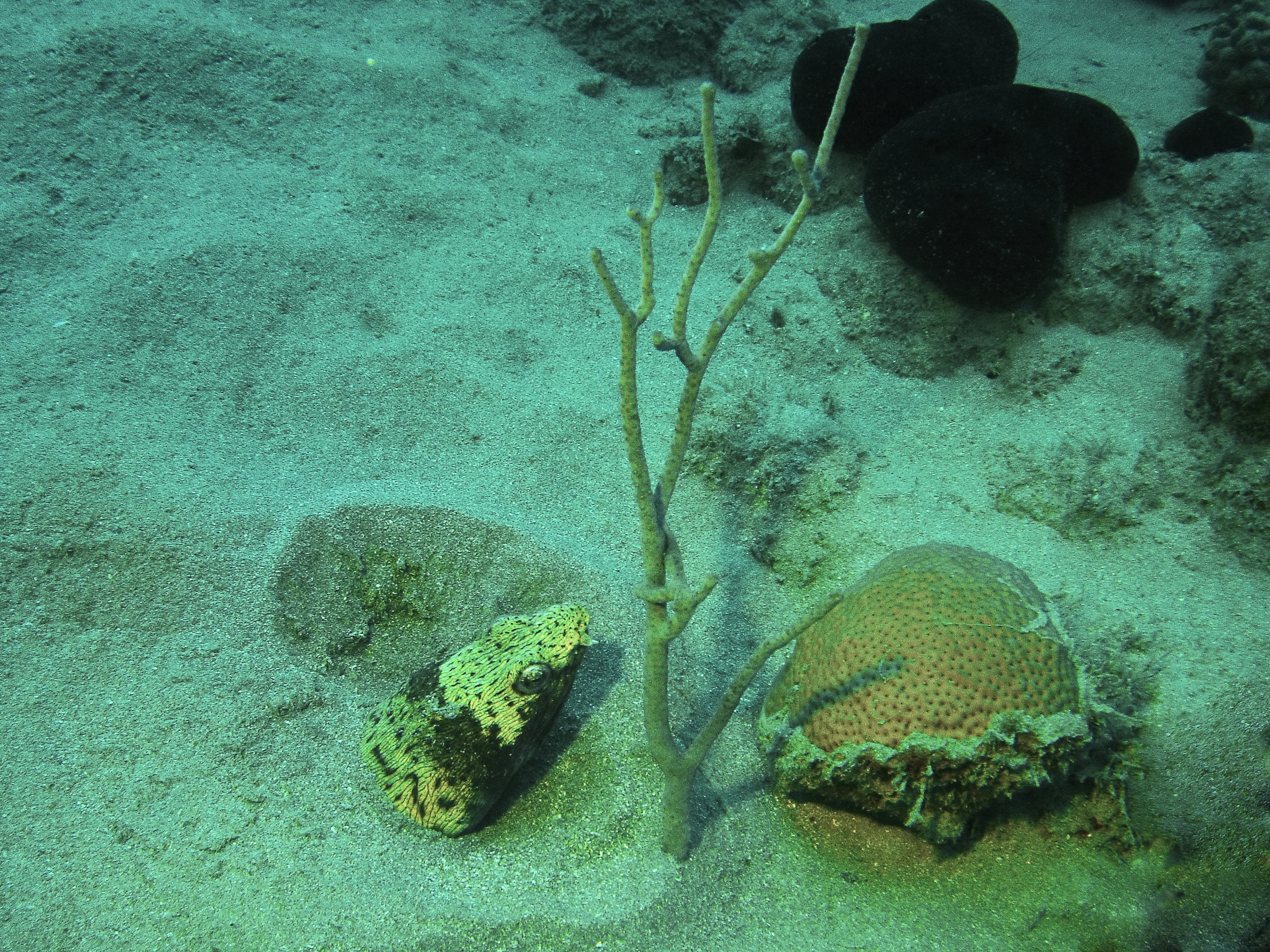
Gefleckter Karibik-Schlangenaal (Ophichthus ophis) in der Sosúa Bay in der Dominikanischen Republik

    - Ophichthus parilis Richardson, 1848
    - Ophichthus polyophthalmus Bleeker, 1864
    - Ophichthus puncticeps Kaup, 1860
    - Ophichthus regius Richardson, 1848
    - Ophichthus remiger Valenciennes, 1837
    - Ophichthus rex Böhlke & Caruso, 1980
    - Ophichthus roseus Tanaka, 1917
    - Ophichthus rotundus Lee & Asano, 1997
    - Ophichthus rufus Rafinesque, 1810
    - Ophichthus rugifer Jordan & Bollman, 1890
    - Ophichthus rutidoderma Bleeker, 1853
    - Ophichthus rutidodermatoides Bleeker, 1853
    - Ophichthus serpentinus Seale, 1917
    - Ophichthus shaoi McCosker & Ho, 2015
    - Ophichthus singapurensis Bleeker, 1864–1865
    - Ophichthus spinicauda Norman, 1922
    - Ophichthus stenopterus Cope, 1871
    - Ophichthus tchangi Tang & Zhang, 2002
    - Ophichthus tetratrema McCosker & Rosenblatt, 1998
    - Ophichthus triserialis Kaup, 1856
    - Ophichthus tsuchidae Jordan & Snyder, 1901
    - Ophichthus unicolor Regan, 1908
    - Ophichthus urolophus Temminck & Schlegel, 1846
    - Ophichthus woosuitingi Chen, 1929
    - Ophichthus yamakawai Hibino et al., 2019
    - Ophichthus zophochir Jordan & Gilbert, 1882

  - Gattung Ophisurus Lacepède, 1800Ophisurus serpens

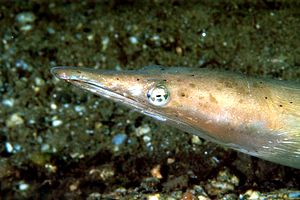
Ophisurus serpens

    - Ophisurus macrorhynchos Bleeker, 1853
    - Ophisurus serpens Linnaeus, 1758

  - Gattung Phyllophichthus Gosline, 1951
    - Phyllophichthus macrurus McKay, 1970
    - Phyllophichthus xenodontus Gosline, 1951

  - Gattung Pisodonophis Kaup, 1856
    - Pisodonophis boro Hamilton, 1822
    - Pisodonophis cancrivorus Richardson, 1848
    - Pisodonophis copelandi Herre, 1953
    - Pisodonophis daspilotus Gilbert, 1898
    - Pisodonophis hijala Hamilton, 1822
    - Pisodonophis hoeveni Bleeker, 1853
    - Pisodonophis hypselopterus Bleeker, 1851
    - Pisodonophis semicinctus Richardson, 1848
    - Pisodonophis zophistius Jordan & Snyder, 1901

  - Gattung Quassiremus Jordan & Davis, 1891Quassiremus ascensionis

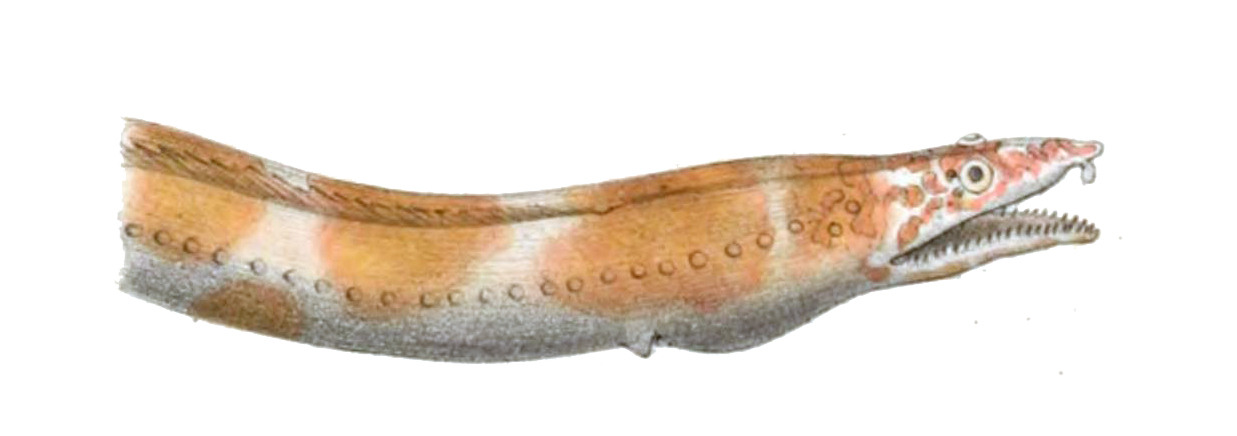
Quassiremus ascensionis

    - Quassiremus ascensionis Studer, 1889
    - Quassiremus evionthas Jordan & Bollman, 1890
    - Quassiremus nothochir Gilbert, 1890
    - Quassiremus polyclitellum Castle, 1996

  - Gattung Scytalichthys Jordan & Davis, 1891
    - Scytalichthys miurus Jordan & Gilbert, 1882

  - Gattung Suculentophichthus Fricke, Golani & Appelbaum-Golani, 2015
    - Suculentophichthus nasus Fricke, Golani & Appelbaum-Golani, 2015

  - Gattung Xyrias Jordan & Snyder, 1901
    - Xyrias guineensis Blache, 1975
    - Xyrias multiserialis Norman, 1939
    - Xyrias revulsus Jordan & Snyder, 1901
- Tribus Sphagebranchini
  - Gattung Apterichtus Duméril, 1806Apterichtus moseri

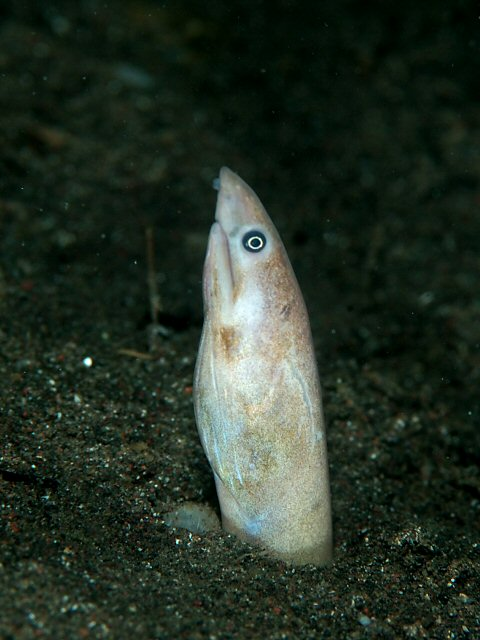
Apterichtus moseri

    - Apterichtus anguiformis Peters, 1877
    - Apterichtus ansp Böhlke, 1968
    - Apterichtus caecus Linnaeus, 1758
    - Apterichtus dunalailai McCosker & Hibino, 2015
    - Apterichtus equatorialis Myers & Wade, 1941
    - Apterichtus flavicaudus Snyder, 1904
    - Apterichtus gracilis Kaup, 1856
    - Apterichtus gymnocelus Böhlke, 1953
    - Apterichtus hatookai Hibino et al., 2014
    - Apterichtus jeffwilliamsi McCosker & Hibino, 2015
    - Apterichtus kendalli Gilbert, 1891
    - Apterichtus keramanus Machida, Hashimoto & Yamakawa, 1997
    - Apterichtus klazingai Weber, 1913
    - Apterichtus malabar McCosker & Hibino, 2015
    - Apterichtus monodi Rou, X1966
    - Apterichtus moseri Jordan & Snyder, 1901
    - Apterichtus mysi McCosker & Hibino, 2015
    - Apterichtus nariculus McCosker & Hibino, 2015
    - Apterichtus orientalis Machida & Ohta, 1994
    - Apterichtus succinus Hibino et al., 2016

  - Gattung Caecula Vahl, 1794
    - Caecula pterygera Vahl, 1794

  - Gattung Cirrhimuraena Kaup, 1856
    - Cirrhimuraena calamus Günther, 1870
    - Cirrhimuraena cheilopogon Bleeker, 1860
    - Cirrhimuraena chinensis Kaup, 1856
    - Cirrhimuraena inhacae Smith, 1962
    - Cirrhimuraena oliveri Seale, 1910
    - Cirrhimuraena orientalis Nguyen, 1993
    - Cirrhimuraena paucidens Herre & Myers, 1931
    - Cirrhimuraena playfairii Günther, 1870
    - Cirrhimuraena tapeinoptera Bleeker, 1863

  - Gattung Cirricaecula Schultz in Schultz, Herald, Lachner, Welander & Woods, 1953
    - Cirricaecula johnsoni Schultz, 1953
    - Cirricaecula macdowelli McCosker & Randall, 1993

  - Gattung Hemerorhinus Weber & de Beaufort, 1916
    - Hemerorhinus heyningi Weber, 1913
    - Hemerorhinus opici Blache & Bauchot, 1972

  - Gattung Ichthyapus Brisout de Barneville, 1847
    - Ichthyapus acuticeps Barnard, 1923
    - Ichthyapus omanensis Norman, 1939
    - Ichthyapus ophioneus Evermann & Marsh, 1900
    - Ichthyapus selachops Jordan & Gilbert, 1882
    - Ichthyapus vulturis Weber & de Beaufort, 1916

  - Gattung Lamnostoma Kaup, 1856
    - Lamnostoma kampeni Weber & de Beaufort, 1916
    - Lamnostoma mindora Jordan & Richardson, 1908
    - Lamnostoma orientalis McClelland, 1844
    - Lamnostoma polyophthalma Bleeker, 1853
    - Lamnostoma taylori Herre, 1923

  - Gattung Stictorhinus Böhlke & McCosker, 1975
    - Stictorhinus potamius Böhlke & McCosker, 1975

  - Gattung Yirrkala Whitley, 1940
    - Yirrkala calyptra McCosker, 2011
    - Yirrkala chaselingi Whitley, 1940
    - Yirrkala fusca Zuiew, 1793
    - Yirrkala gjellerupi Weber & de Beaufort, 1916
    - Yirrkala insolitus McCosker, 1999
    - Yirrkala kaupii Bleeker, 1858
    - Yirrkala lumbricoides Bleeker, 1864
    - Yirrkala macrodon Bleeker, 1863
    - Yirrkala maculata Klausewitz, 1964
    - Yirrkala maculatus Chu, Wu & Jin, 1981
    - Yirrkala misolensis Günther, 1872
    - Yirrkala moluccensis Bleeker, 1864
    - Yirrkala moorei McCosker, 2006
    - Yirrkala tenuis Günther, 1870
    - Yirrkala timorensis (Günther, 1870)

### Unterfamilie Myrophinae
Die Angehörigen dieser Unterfamilie sind gleichförmig gefärbt. Oft ist der Rücken dunkler. Die Flossenstrahlen der Schwanzflosse sind klein, aber noch mit Rücken- und Afterflosse verbunden. Brustflossen können vorhanden sein oder fehlen.

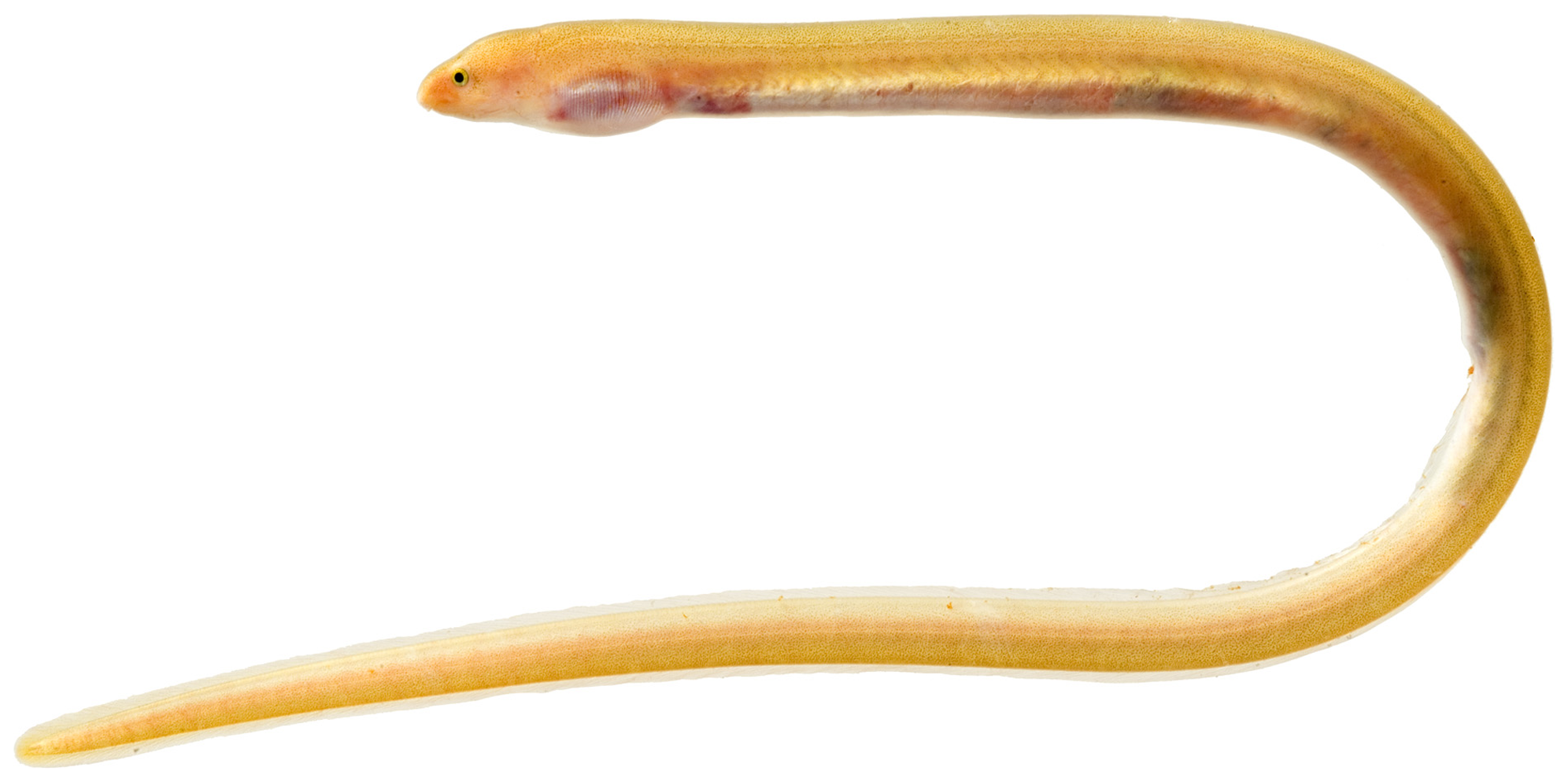
Ahlia egmontis

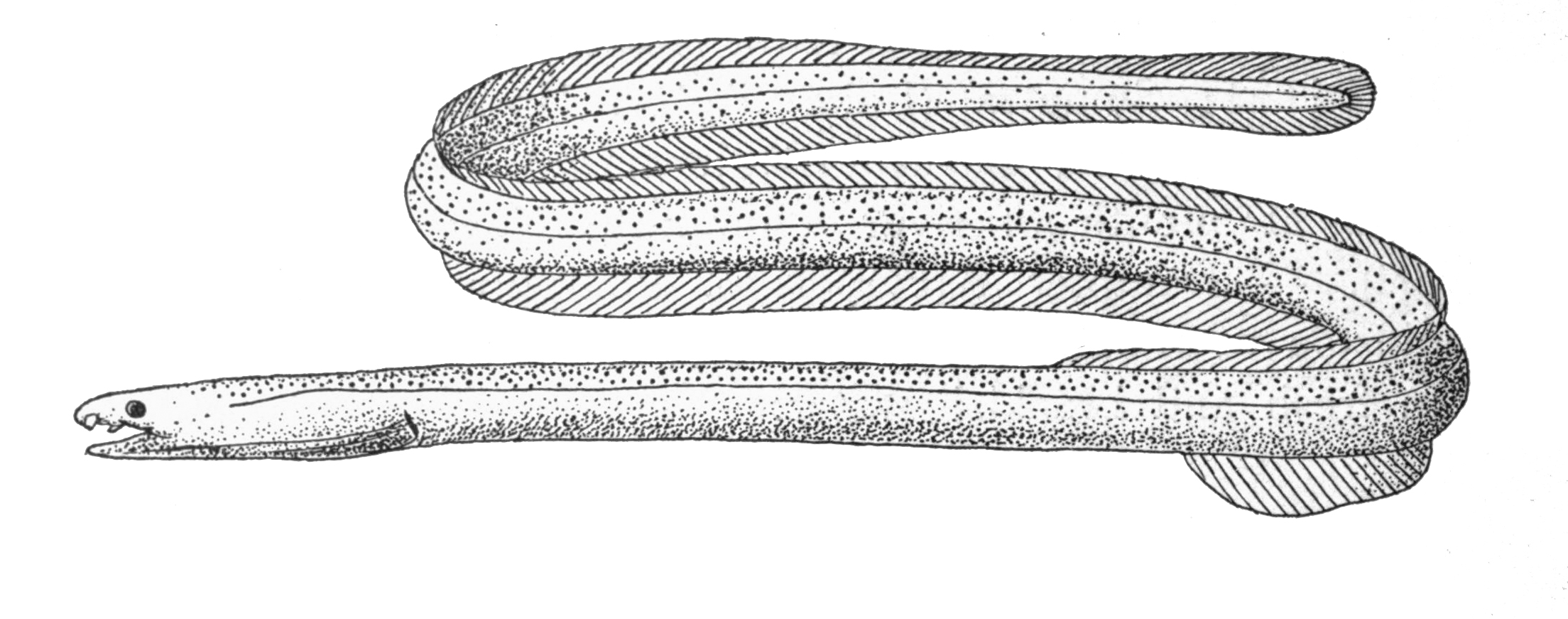
Muraenichthys gymnopterus

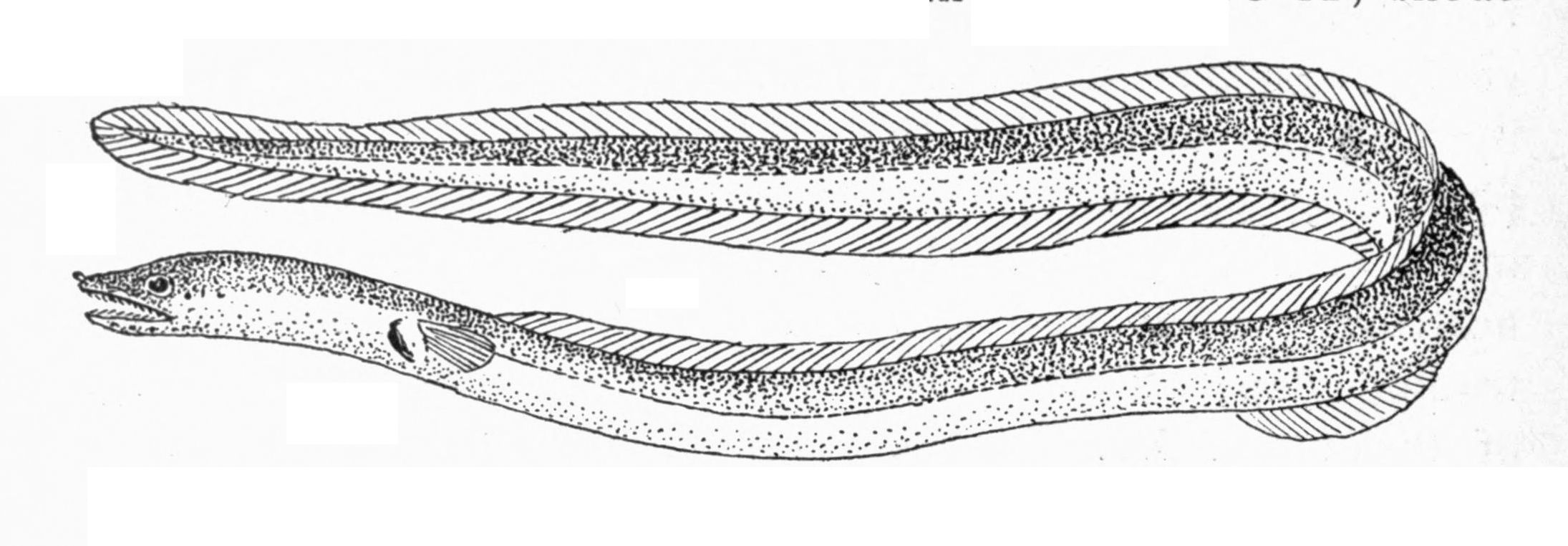
Myrophis microchir

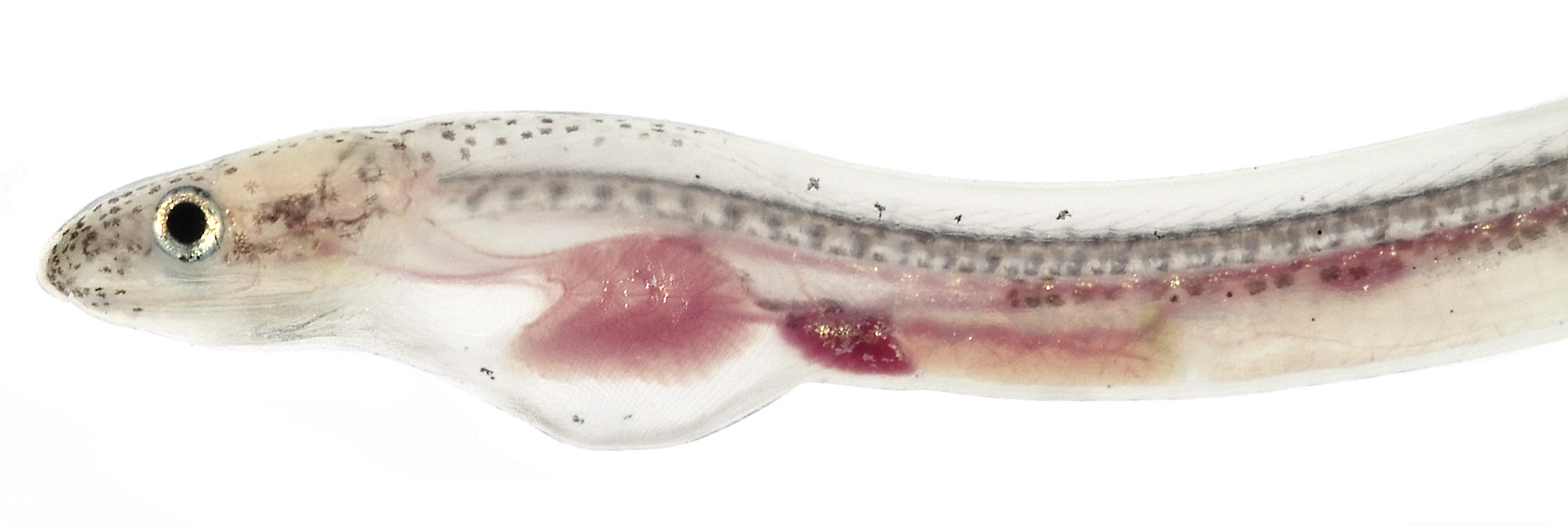
Kopf einer Myrophis-Larve

- Gattung Skythrenchelys Castle & McCosker, 1999
  - Skythrenchelys lentiginosa Castle & McCosker, 1999
  - Skythrenchelys zabra Castle & McCosker, 1999
- Gattung Sympenchelys Hibino et al., 2015
  - Sympenchelys taiwanensis Hibino et al., 2015
- Tribus Benthenchelyini
  - Gattung Benthenchelys Fowler, 1934
    - Benthenchelys cartieri Fowler, 1934
    - Benthenchelys indicus Castle, 1972
    - Benthenchelys pacificus Castle, 1972
- Tribus Myrophini
  - Gattung Ahlia Jordan & Davis, 1891
    - Ahlia egmontis Jordan, 1884

  - Gattung Asarcenchelys McCosker, 1985
    - Asarcenchelys longimanus McCosker, 1985

  - Gattung Glenoglossa McCosker, 1982
    - Glenoglossa wassi McCosker, 1982

  - Gattung Mixomyrophis McCosker, 1985
    - Mixomyrophis longidorsalis Hibino et al., 2014
    - Mixomyrophis pusillipinna McCosker, 1985

  - Gattung Muraenichthys Bleeker, 1853
    - Muraenichthys elerae Fowler, 1934
    - Muraenichthys gymnopterus Bleeker, 1853
    - Muraenichthys iredalei Whitley, 1927
    - Muraenichthys macrostomus Bleeker, 1865
    - Muraenichthys philippinensis Schultz & Woods, 1949
    - Muraenichthys schultzei Bleeker, 1857
    - Muraenichthys sibogae Weber & de Beaufort, 1916
    - Muraenichthys thompsoni Jordan & Richardson, 1908
    - Muraenichthys velinasalis Hibino & Kimura, 2015

  - Gattung Myrophis Lütken, 1852
    - Myrophis anterodorsalis McCosker, Böhlke & Böhlke, 1989
    - Myrophis cheni Chen & Weng, 1967
    - Myrophis lepturus Kotthaus, 1968
    - Myrophis microchir Bleeker, 1865
    - Myrophis platyrhynchus Breder, 1927
    - Myrophis plumbeus Cope, 1871
    - Myrophis punctatus Lütken, 1852
    - Myrophis vafer Jordan & Gilbert, 1883

  - Gattung Neenchelys Bamber, 1915
    - Neenchelys andamanensis Hibino et al., 2015
    - Neenchelys buitendijki Weber & de Beaufort, 1916
    - Neenchelys daedalus McCosker, 1982
    - Neenchelys diaphora Ho et al., 2015
    - Neenchelys gracilis Ho & Loh, 2015
    - Neenchelys microtretus Bamber, 1915
    - Neenchelys nudiceps Tashiro et al., 2015
    - Neenchelys pelagica Ho et al., 2015
    - Neenchelys retropinna Smith & Böhlke, 1983
    - Neenchelys similis Ho et al., 2015

  - Gattung Pylorobranchus McCosker & Chen, 2013
    - Pylorobranchus hearstorum McCosker, 2014
    - Pylorobranchus hoi McCosker et al., 2013

  - Gattung Pseudomyrophis Wade, 1946
    - Pseudomyrophis atlanticus Blache, 1975
    - Pseudomyrophis frio Jordan & Davis, 1891
    - Pseudomyrophis fugesae McCosker, Böhlke & Böhlke, 1989
    - Pseudomyrophis micropinna Wade, 1946
    - Pseudomyrophis nimius Böhlke, 1960

  - Gattung Schismorhynchus McCosker, 1970
    - Schismorhynchus labialis Seale, 1917

  - Gattung Schultzidia Gosline, 1951
    - Schultzidia johnstonensis Schultz & Woods, 1949
    - Schultzidia retropinnis Fowler, 1934

  - Gattung Scolecenchelys Ogilby, 1897
    - Scolecenchelys acutirostris Weber & de Beaufort, 1916
    - Scolecenchelys australis Macleay, 1881
    - Scolecenchelys borealis Machida & Shiogaki, 1990
    - Scolecenchelys brevicaudata Hibino & Kimura, 2015
    - Scolecenchelys breviceps Günther, 1876
    - Scolecenchelys castlei McCosker, 2006
    - Scolecenchelys chilensis McCosker, 1970
    - Scolecenchelys cookei Fowler, 1928
    - Scolecenchelys erythraeensis Bauchot & Maugé, 1980
    - Scolecenchelys godeffroyi Regan, 1909
    - Scolecenchelys gymnota Bleeker, 1857
    - Scolecenchelys japonica Machida & Ohta, 1993
    - Scolecenchelys laticaudata Ogilby, 1897
    - Scolecenchelys macroptera Bleeker, 1857
    - Scolecenchelys nicholsae Waite, 1904
    - Scolecenchelys okamurai Machida & Ohta, 1996
    - Scolecenchelys profundorum McCosker & Parin, 1995
    - Scolecenchelys puhioilo McCosker, 1979
    - Scolecenchelys robusta Hibino & Kimura, 2015
    - Scolecenchelys tasmaniensis McCulloch, 1911
    - Scolecenchelys vermiformis Peters, 1866
    - Scolecenchelys xorae Smith, 1958